# Mario Alessandro Paolelli

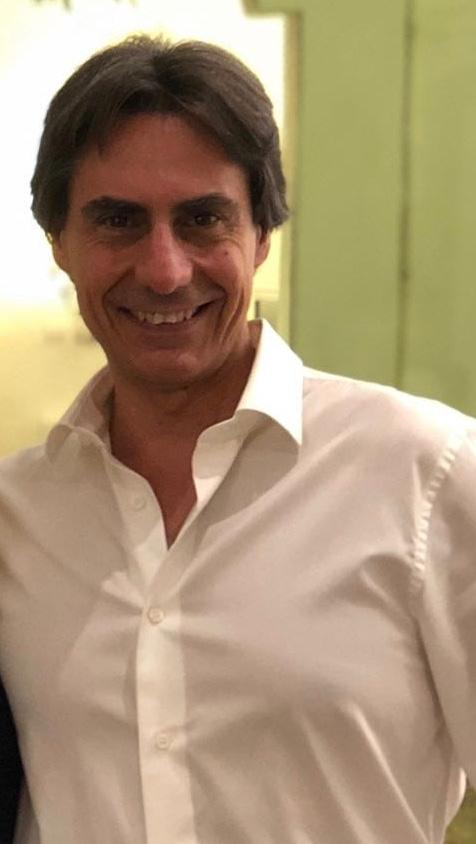
Mario Alessandro Paolelli

Mario Alessandro Paolelli (Milano, 5 settembre 1969) è un commediografo italiano.

## Biografia
Dopo la maturità scientifica, si laurea in Ingegneria chimica e inizia a lavorare nel campo dell'ICT (Information and Communication Technology). Figlio della doppiatrice Sonia Scotti e fratello della doppiatrice Rachele Paolelli, dopo qualche esperienza come doppiatore nel periodo dal 1990 al 1999, si dedica al teatro scrivendo commedie. Lavora con lo pseudonimo di Mario Alessandro che, pur corrispondendo al suo nome di battesimo, lascia credere che Alessandro sia il cognome.

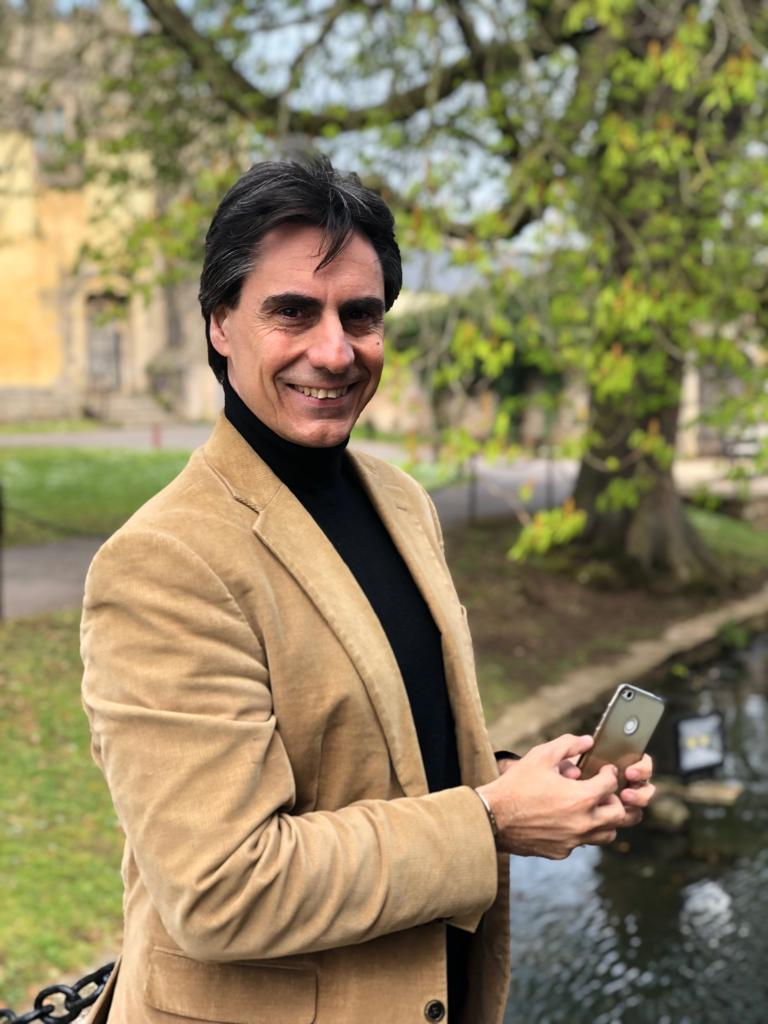
Foto di Mario Alessandro Paolelli

Nel 1994 fonda la Compagnia dell'Anello.
Nel 2001 alla XIII rassegna La sera del di' di festa, a Trieste, vince, il suo primo riconoscimento con Prima del deserto, come miglior testo
Dal 2011 è l'autore del gruppo cabarettistico siciliano I 4 gusti, che hanno debuttato a La7 con la trasmissione Il boss dei comici e su Rai 2 con la trasmissione Made in Sud.
Nel 2017 scrive e dirige il cortometraggio Kamchatka... e io mi difendo con tre.

## Teatro
- Questo non è un giallo
- Piedi di feltro
- Amen!
- Prima del deserto
- L'attaccapanni
- Tutto in pappa
- Ci sono un francese, un tedesco e...
- L'indovinello
- Pilato
- I magnifici sette
- Vol au Vent
- Il matrimonio... nella buona e nella cattiva sorte
- La cura del ponte
- Il colore V
- Kamchatka... e io mi difendo con tre
- Volevo il maggiordomo
- Ci facciamo in 4

## Programmi TV
- Il boss dei comici
- Made in Sud

## Riconoscimenti
- IV Firenze FilmCorti International Festival (2017): Vincitore degli Allori per essere stato selezionato alla sezione Film in Concorso (17 selezionati su 350) con il Cortometraggio ‘Kamchatka ...e io mi difendo con tre’
- Vetrina Ullt (2017): Vincitore del concorso di teatro amatoriale ACCA Ass. Cult. di Casamassima con ‘Piedi di Feltro’
- TalentArte (2015): Vincitore del Miglior Atto Unico, Migliore Attrice e Premio speciale della Giuria 'Giuseppe Mannino' con ‘Pilato’.
- Premio Nazionale alla Drammaturgia Oltreparola 2014 (2014) - Kamchatka ...e io mi difendo con tre - II Premio Sezione Corti
- XVIII Settimana del Teatro di Base "PREMIO DELLE MUSE - PREMIO A. NICOLAJ" (2014) - L'Attaccapanni - Premio come Miglior Regia
- Faenza Cabaret premio “Alberto Sordi” 2014 (2014) - Il Funerale - Premio del pubblico
- XI Edizione Concorso Europeo di Drammaturgia (2013) - Kamchatka ...e io mi difendo con tre - Segnalazione Fondazione Premio Terron
- Festival Nazionale del Cabaret 'Facce da Bronzi' 2013 – Reggio Calabria (RC) (2013) - Il Funerale - Primo Premio della Giuria
- Festival LoComix 2013 – San Marino (2013) - Il Funerale - Primo Premio della Giuria, Premio Iena Ridens, Premio della Critica
- Rassegna ‘Primavera a teatro’ – Sinio (CN) (2012) - Il Colore V - Premio della Giuria
- Schegge d'Autore (2011) - Kamchatka ...e io mi difendo con tre - Premio Speciale della Giuria
- 11a Rassegna Concorso Teatrale Carrucese (2010) - Il Matrimonio - Miglior Commedia & Miglior Regia
- V Edizione del Festival del Corto Teatrale e Cinematografico (2008) - Amen - Miglior Spettacolo
- Torneo Applausi (2008) - Amen - Miglior Opera Teatrale Inedita
- VII Rassegna Giovani Ettore Petrolini (2006) - Amen - Miglior Spettacolo
- 9º Festival del Corto in Sabina (2006) - Amen - Miglior Corto Teatrale
- Schegge d'Autore (2006) - Amen - Miglior Regia
- Attori in cerca di autore – passo a tre (2001) - L'Attaccapanni - Miglior Corto Teatrale
- XIII rassegna ‘La sera del di’ di festa’ (2001) - Prima del deserto - Miglior Testo